# Памятник в честь 50-летия Победы в Великой Отечественной войне (Уолба)
Памятник в честь 50-летия Победы в Великой Отечественной войне" — мемориальный памятник, посвящённый памяти воинов участников Великой Отечественной войны в селе Уолба, Уолбинского наслега, Таттинского улуса, Республики Саха (Якутия). Памятник истории и культуры местного значения.

## Общая информация
После победоносного окончания Великой Отечественной войны в городах и сёлах республики Якутия стали активно возводить первые памятники и мемориалы, посвящённые павшим солдатам. Памятник в честь 50-летия Победы в Великой Отечественной войне была установлен в селе Уолба Уоблинского наслега Таттинского улуса в 1995 году в дни празднования 50 летия Победы в Великой Отечественной войне в восточной части села по улице И. Слепцова. Автор данного монумента, местный ветеран тыла и труда, рационализатор — Боппосов Трофим Трофимович.

## История
По архивным сведениям и документам, в годы Великой Отечественной войны из Уолбинского наслега на фронт были направлены 66 человек, изз них 44 человека не вернулись с полей сражений. Только 22 человека возвратились домой к мирной жизни.

## Описание памятника
Памятник представляет собой фронтальную композицию, центром которой является обелиск из трёх пилонов и двух боковых стел в виде развёрнутых знамён. На их вершине установлены наконечники. Памятник выполнен из железобетона и металлических труб. Пилон, исполненный из трёх труб, соединён между собой щитом. Его высота 580 см. В верхней части пилона размещён металлический макет ордена Отечественной войны. В середине пилона находится щит из металла с изображением солдата в каске и с автоматом в руках. Ниже фигуры нанесена цифра 50 и лавровая ветвь. В нижней части размещена металлическая конструкция с цифрами даты войны «1941-1945» и георгиевская лента. Куб неправильной формы служит основанием обелиска, на котором был расположен вечный огонь. На основании обелиска нанесена надпись «Никто не забыт, ничто не забыто». На двух боковых стелах сооружены выступы, на которых нанесены имена участников Великой Отечественной войны: слева — 44 воина, павших на фронтах войны; справа — 22 участника Великой Отечественной войны, вернувшихся на Родину. На выступах нанесены изображения вечного огня, солдата в руках со знаменем Победы и колосья. По четыре металлических конструкций в виде штыка установлены на вершине стел. На крайнем углу стел размещена цифра «50», лавровая ветвь и красная звезда. Памятник огорожен по периметру забором из труб и чугунных решёток.
В соответствии с Приказом Министерства культуры и духовного развития Республики Саха (Якутия) «О включении выявленного объекта культурного наследия „Памятник в честь 50-летия Победы в Великой Отечественной войне“, расположенного по адресу: Республика Саха (Якутия), Таттинский улус (район), МО „Уолбинский наслег“, с. Уолба, ул. И. Слепцова 14/1», памятник внесён в реестр объектов культурного наследия народов Российской Федерации и охраняется государством.